# Simpliziales Polytop

Tetraeder: alle Seitenflächen sind Dreiecke

In der Geometrie ist ein simpliziales Polytop ein Polytop, dessen Seitenflächen Simplexe sind.
Beispielsweise ist ein Tetraeder ein simpliziales Polytop, weil seine Seitenflächen 2-dimensionale Simplizes (Dreiecke) sind. Der Würfel ist kein simpliziales Polytop, weil seine Seitenflächen keine Dreiecke, sondern Vierecke sind.

## Beispiele

### 1-dimensionale simpliziale Polytope
- Polygone

### 2-dimensionale simpliziale Polytope
- Tetraeder
- Doppelpyramiden, insbesondere Oktaeder
- Deltaeder, insbesondere Ikosaeder

### 3-dimensionale simpliziale Polytope
- Pentachoron
- 16-Zell (Hexadekachor)

### Höherdimensionale simpliziale Polytope
- n-Simplex
- Kreuzpolytope